# Auberge d'Italie
L'Auberge d'Italie (in maltese Berġa tal-Italja, in italiano Albergo d’Italia) è un auberge che si trova a La Valletta, costruito in varie fasi nel tardo XVI secolo per ospitare i Cavalieri Ospitalieri della langue d'Italia.
I cavalieri della langue d'Italia avevano il compito di difendere i vicini bastioni di San Pietro e San Paolo e il loro comandante era tradizionalmente il Grande Ammiraglio dell'Ordine.
I cavalieri della langue d'Italia erano i patrocinatori della chiesa di Santa Caterina d'Alessandria che si trova sulla stessa via e della cappella di Santa Caterina d'Alessandria all'interno della concattedrale di San Giovanni.
L'edificio originario aveva un disegno manierista ad opera di Girolamo Cassaro ed altri, ma continuò ad essere modificato nel corso del XVII secolo finché l'ultimo grande restauro effettuato nel 1680, durante il mandato del Gran Maestro Gregorio Carafa, non gli diede un carattere barocco.
L'auberge è ubicato in Strada Mercanti accanto alla chiesa di Santa Caterina d'Alessandria e fronteggia il prospetto sinistro dell'Auberge de Castille.

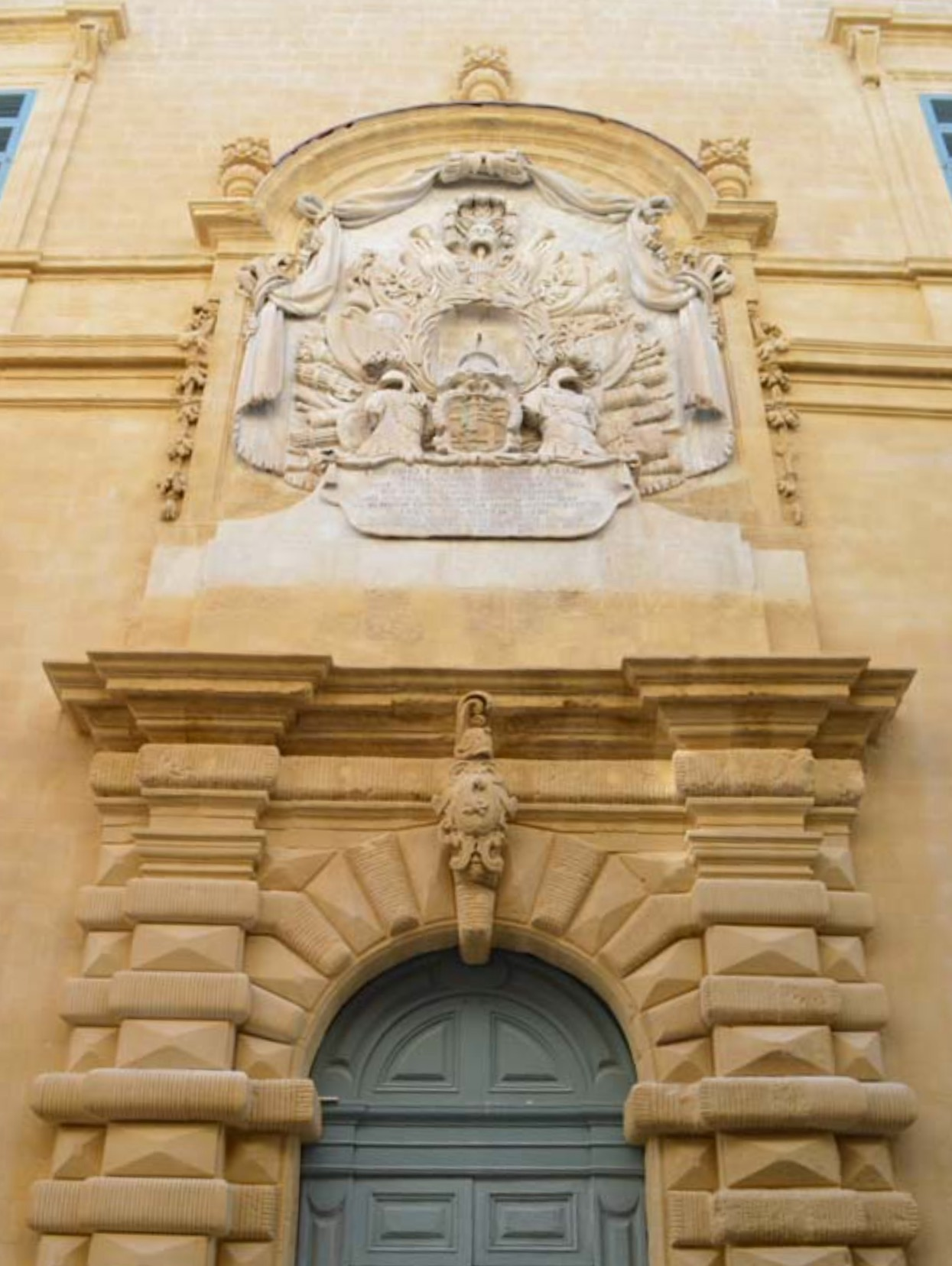
Portale

Dopo che l'Ordine fu espulso da Malta nel 1798, l'auberge fu utilizzato per vari scopi, ospitando un quartier generale militare, un casino di ufficiali, un museo, una scuola d'arte, un tribunale, l'ufficio postale generale e vari dipartimenti governativi. Fino a poco tempo fa ospitava l'autorità del turismo di Malta. Dal 2018 ospita il nuovo Museo nazionale di belle arti (MUŻA, dall'acronimo maltese Mużew Nazzjonali tal-Arti).

## Storia

### Periodo dei cavalieri ospitalieri
L'Auberge d'Italie de La Valletta è stato il terzo auberge italiano ad essere costruito a Malta. Il primo auberge fu costruito a Birgu nel 1550, sul sito di un precedente edificio che era stato utilizzato dalla langue d'Italia. In seguito al trasferimento della capitale da Vittoriosa a La Valletta, nel 1570-1571 fu costruito un secondo auberge nel centro della nuova città. Questo edificio fu infine incorporato nel Palazzo del Gran Maestro e l'attuale auberge iniziò a essere costruito in Strada San Giacomo (poi Strada Mercanti, oggi Triq il-Mercanti/Merchants Street). I progetti originali di entrambi gli auberge della Valletta furono realizzati dall'architetto maltese Girolamo Cassar.
Non esiste documentazione sulla costruzione del terzo Auberge d'Italie, ma i lavori iniziarono nel 1574 e l'edificio fu inaugurato nel settembre del 1579. Quando il primo piano fu completato, la costruzione del resto dell'edificio fu sospesa, ma divenne presto chiaro che l'edificio era troppo piccolo. Il 25 agosto 1582 fu presa la decisione di costruire un secondo piano. Il maestro muratore Gio. Andrea Farrugia era responsabile della costruzione, ma morì prima che il progetto fosse completato. La costruzione continuò per tutto il 1580 e fu completata nel 1595 circa. Oltre a Cassar e Farrugia, diversi altri architetti e maestri muratori furono responsabili della costruzione dell'auberge, incluso l'ingegnere maltese Francesco Antrini.
La langue d'Italia fece anche edificare la Chiesa di Santa Caterina adiacente all'auberge. La costruzione della chiesa iniziò nel 1576 e fu ampliata e modificata nel 1683 e 1710.

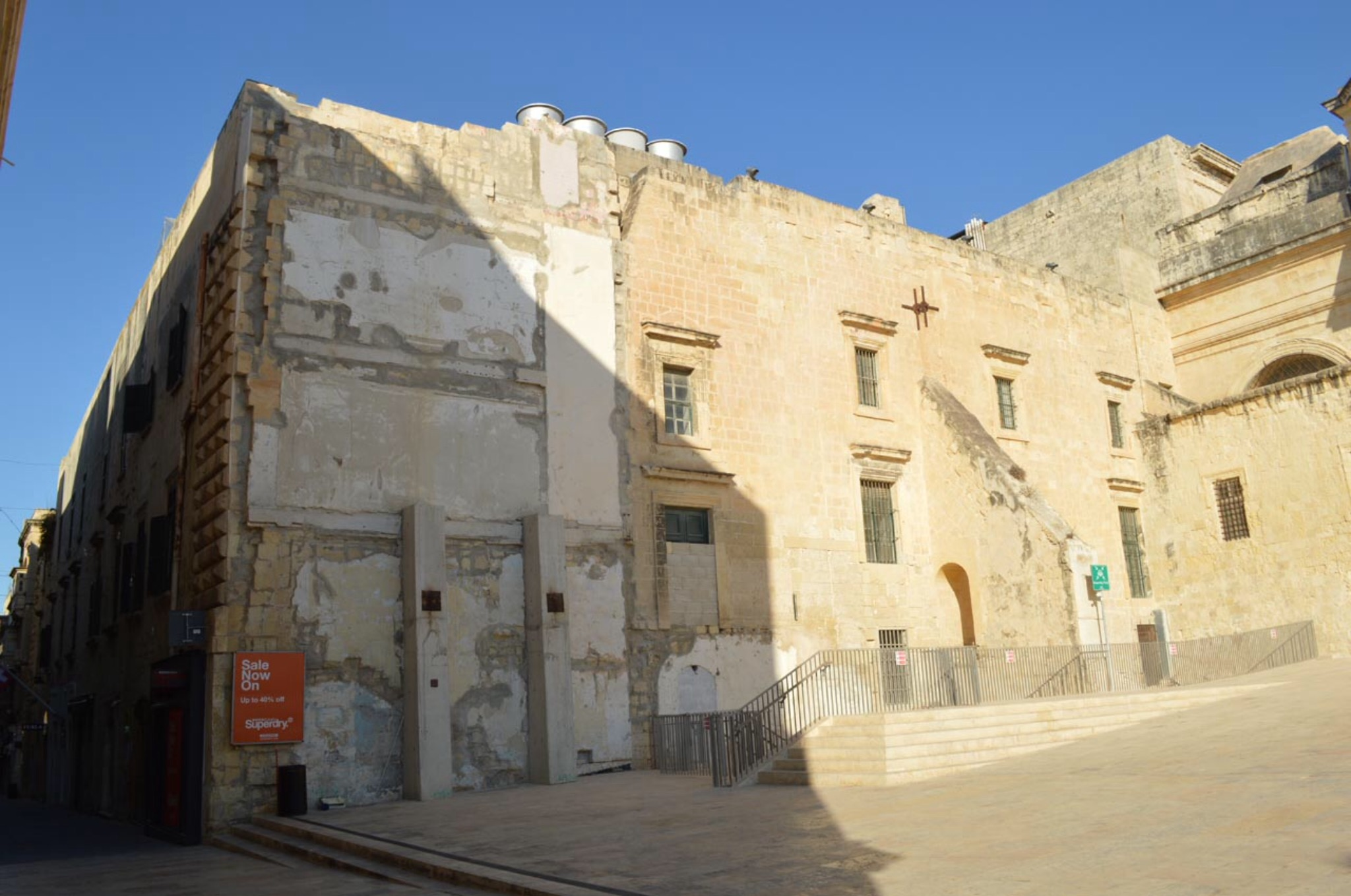
Facciata laterale dell'Auberge d'Italie in piazza Jean de Valette, che avrebbe potuto ospitare l'ingresso principale prima del 1629

Una prima ristrutturazione fu compiuta nel 1604 da Alessandro Stafrace, dopo che alcune crepe apparvero in parte nella sala principale. L'auberge aveva un ingresso che si affacciava su una piazza in Strada Mezzodì (oggi Triq in-Nofsinhar/South Street), ma questa fu bloccata nel 1629 quando la piazza venne edificata (la piazza fu ricreata nel 2012 come Pjazza Jean de Valette). Lo storico Giovanni Bonello suggerisce che questa fosse l'entrata principale dell'auberge, anche se avrebbe potuto essere solo un'entrata laterale. Nel 1649–50 fu costruito un mezzanino sotto la camera dell'ammiraglio e una grande sala sul retro dell'edificio fu convertita in quattro negozi nel 1654. Gli archivi furono costruiti nel 1678.
Una grande ristrutturazione dell'auberge in stile barocco iniziò nel 1680. La facciata fu ristrutturata da Mederico Blondel e fu costruito un terzo piano a spese del Gran Maestro Gregorio Carafa. Un ornato trofeo contenente un busto di Carafa fu aggiunto sopra l'ingresso principale, scolpito da Raymond de La Fage in marmo ricavato dalle rovine del Tempio di Proserpina, un antico tempio romano di Mitarfa che era stato scoperto nel 1613.

### Occupazione francese e dominio britannico

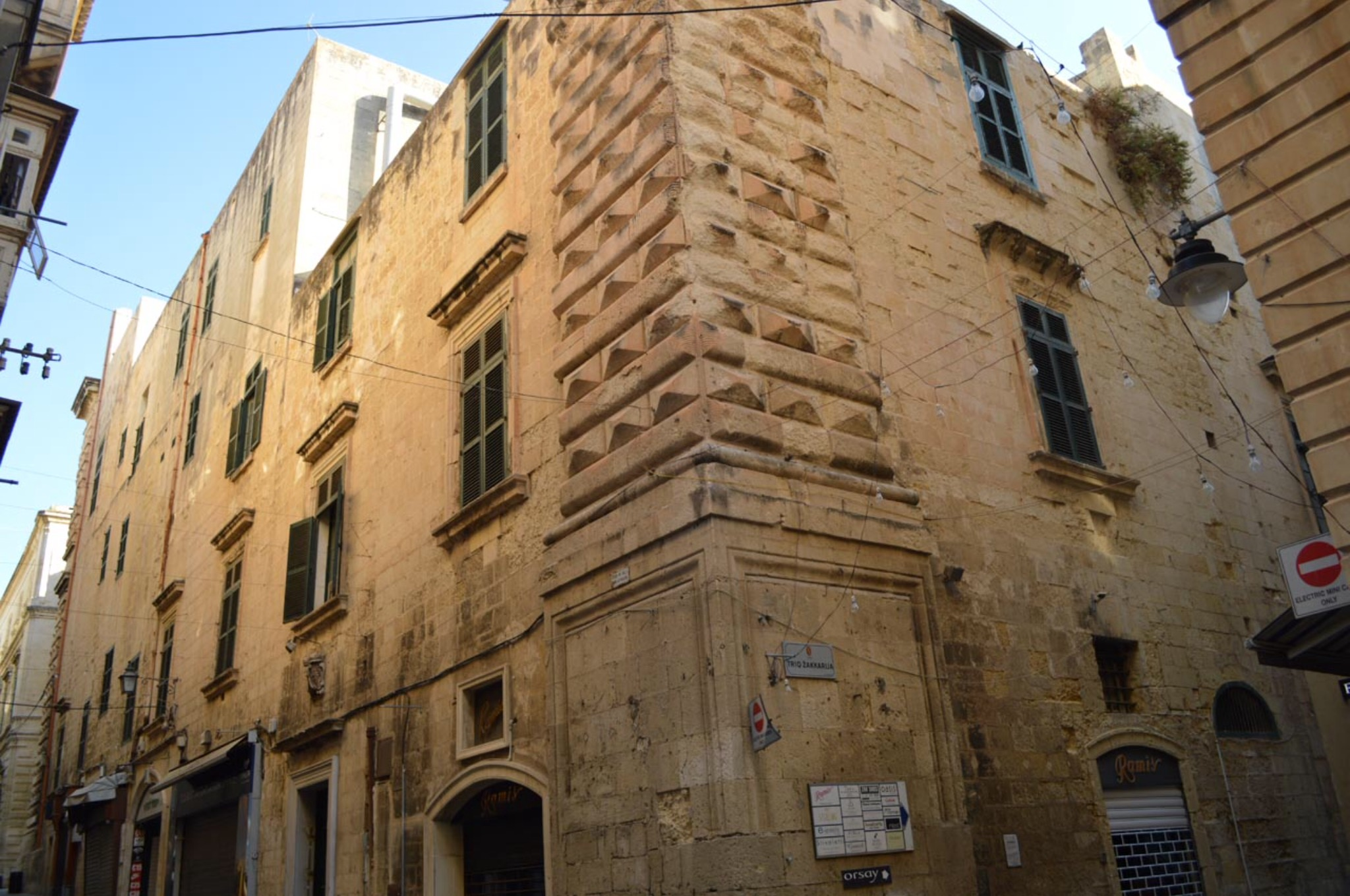
Vista posteriore dell'Auberge d'Italie dall'angolo tra Melita e Zachary Street

L'Ordine di San Giovanni fu espulso da Malta con l'invasione e l'occupazione francese nel 1798. Essendo situato di fronte alla residenza di Napoleone a Palazzo Parisio, l'auberge fu convertito al comando militare francese.
Dopo che Malta cadde sotto il dominio britannico nel 1800, l'auberge  fu utilizzato dalle amministrazioni militari e civili. Nel 1888 il piano terra fu utilizzato per conservare gli archivi notarili e il piano superiore fu occupato dal Dipartimento del Lavoro. Fu quindi convertito in un arsenale civile. Il progetto di allestire una cappella protestante fu rifiutato. A questo punto il piano terra fungeva anche da ufficio stampa del governo, mentre il piano superiore era utilizzato anche dai Royal Engineers. In seguito è stato il Corps Headquarters e un casino degli ufficiali fino agli anni '20. All'inizio del XIX secolo, il chimico John Davy, che era a Malta con l'Army Medical Staff, istituì un dispensario pubblico presso l'auberge  per il trattamento dei poveri, e l'edificio divenne noto come Albergo dei poveri. Il successore di questo servizio, il Government Polyclinics, viene ancora chiamato il-Berġa (l'auberge).
Nel 1922, il Museo Nazionale fu trasferito da Palazzo Xara all'Auberge d'Italie. Il museo era diretto da Sir Temistocle Zammit ed era diviso in sezioni di archeologia, storia, arte, storia naturale e mineralogia. Il museo chiuse durante la seconda guerra mondiale e l'edificio ricevette due colpi diretti il 7 aprile 1942. Parte della facciata fu distrutta dai bombardamenti aerei e la collezione di storia naturale subì gravi danni poiché si trovava nella parte dell'edificio colpita. I documenti dell'Archivio notarile furono conservati nel seminterrato dell'auberge durante la guerra e alcuni furono danneggiati mentre erano lì. Dopo la fine della guerra, furono ricostruite le parti danneggiate dell'auberge, il museo fu riaperto e parte dell'edificio ospitò una scuola d'arte.
Il Dipartimento dei Musei dovette lasciare l'Auberge d'Italie nel 1954, quando l'edificio fu convertito in un tribunale temporaneo dopo che la Corte di Giustizia dovette lasciare l'Auberge d'Auvergne danneggiato dalla guerra a causa del suo stato fatiscente. Il tribunale penale era di stanza all'auberge.

### Malta indipendente

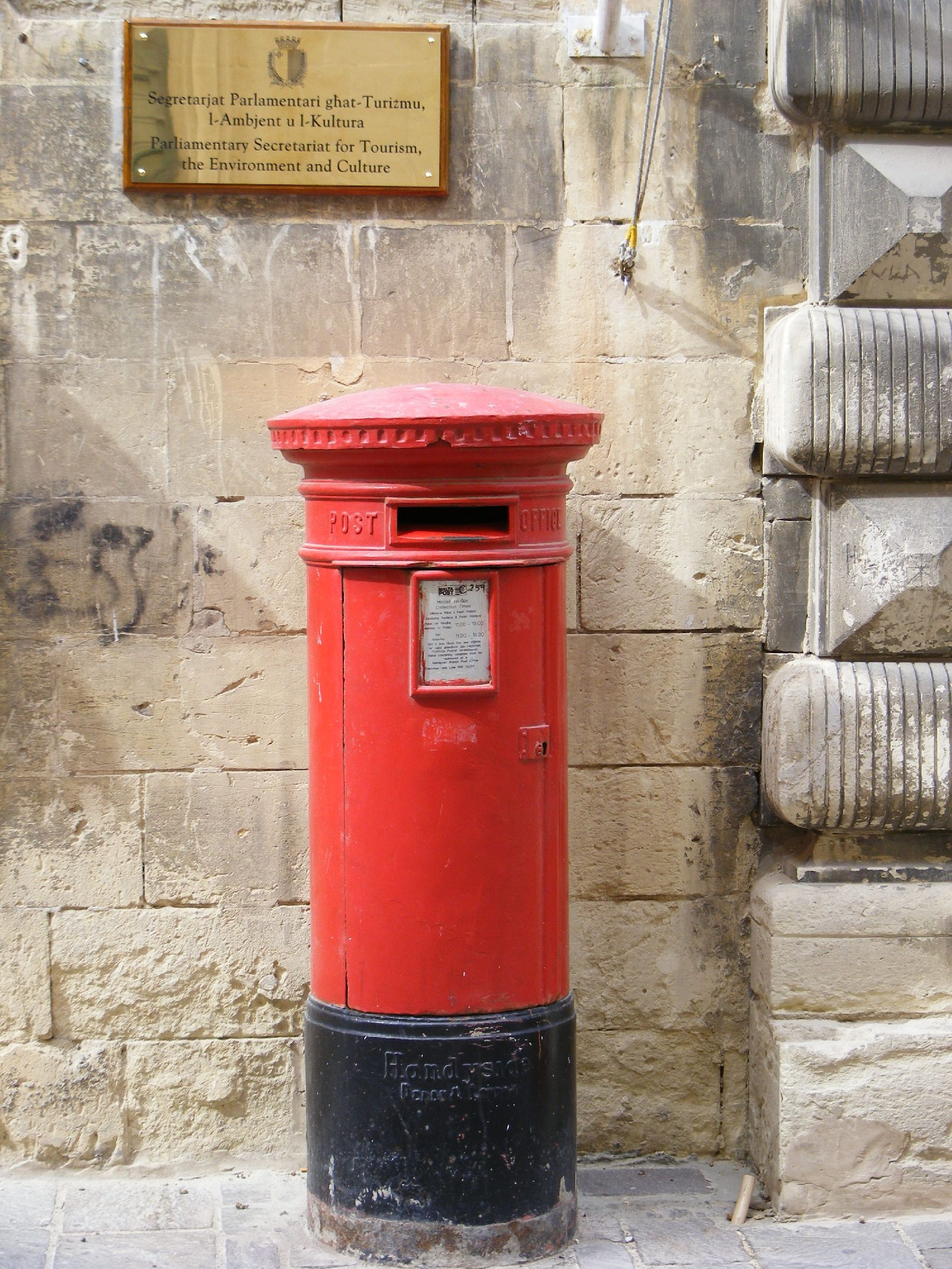
Cassetta postale a colonna vicino all'ingresso principale dell'Auberge

Nel gennaio 1971, le Corti superiori di giustizia e la School of Arts lasciarono l'edificio dopo essersi trasferito in un nuovo tribunale che era stato costruito sul sito dell'Auberge d'Auvergne. L'edificio doveva essere convertito in una sala d'esame, ma nell'agosto dello stesso anno fu assegnato al dipartimento Poste e telefoni. Dopo ampi lavori di ristrutturazione, il 4 luglio 1973 l'auberge fu aperto come General Post Office, assumendo il ruolo già di Palazzo Parisio. L'auberge rimase sede centrale delle poste maltesi o fino a quando Posta Limited non aprì un nuovo complesso a Marsa nell'ottobre 1997. L'auberge è stato utilizzato anche dal Dipartimento per l'acqua e l'elettricità, il Dipartimento agricolo e l'Ufficio centrale di statistica.
Nel 1997, fu presa la decisione di convertire l'auberge negli uffici del Ministero del Turismo e dell'Autorità del Turismo di Malta. L'edificio fu ridecorato e restaurato e il Ministero si trasferì nell'edificio il 18 marzo 2002. L'Autorità per il turismo di Malta si è trasferita il 1º marzo dello stesso anno. Da allora il Ministero del Turismo si è trasferito in una nuova sede in 233, Republic Street, Valletta.

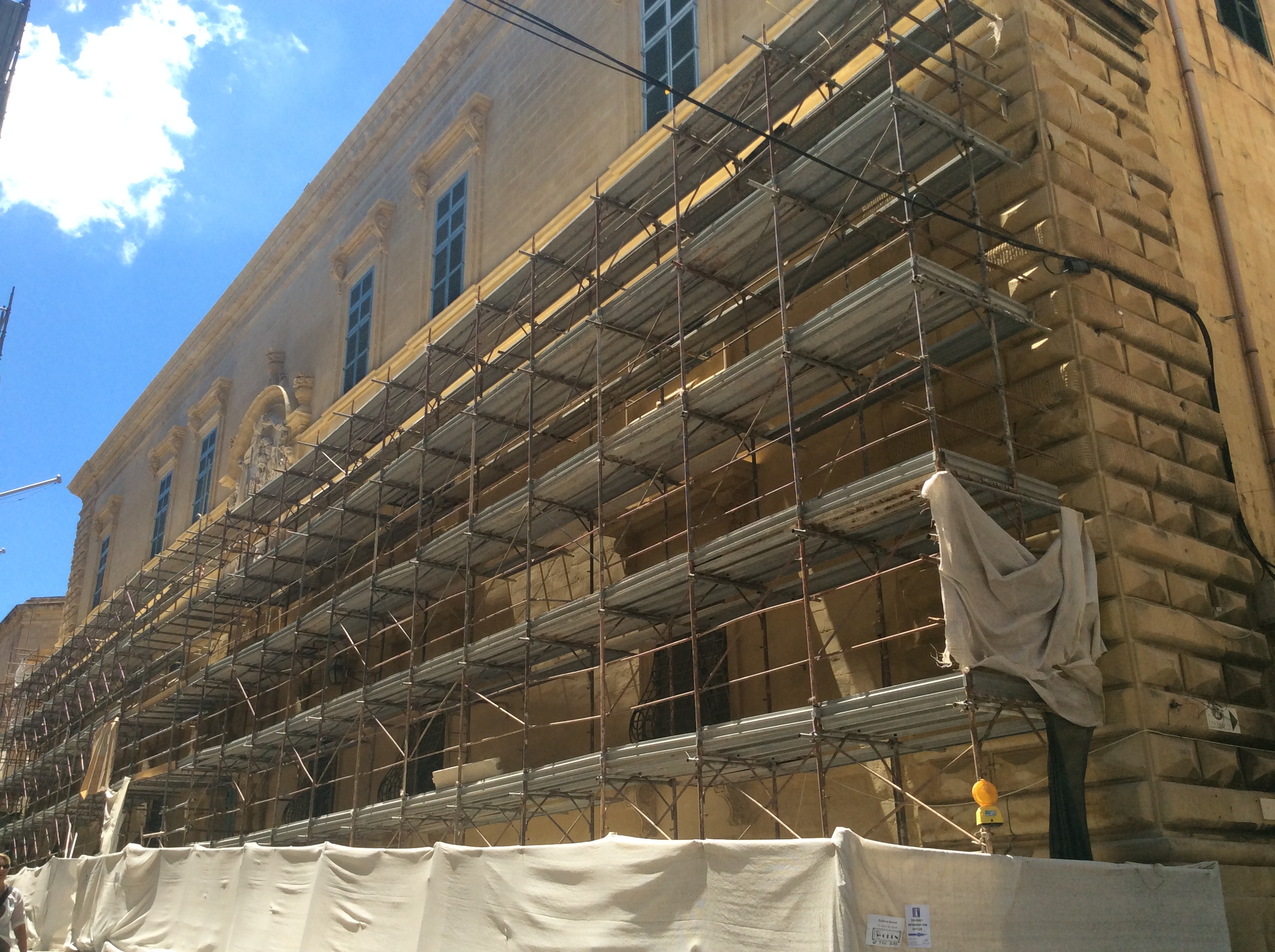
Restauro dell'Auberge d'Italie nel luglio 2016

I progetti per trasferire il Museo Nazionale delle Belle Arti dall'Admiralty House ad Auberge d'Italie sono iniziati nel 2013. Nel settembre 2014 è stato annunciato che con il trasferimento il nuovo museo si sarebbe chiamato MUŻA (dall'acronimo maltese Mużew Nazzjonali tal-Arti). È uno dei progetti per il calendario di Valletta di Capitale europea della cultura nel 2018. L'autorità per il turismo di Malta si sarebbe quindi trasferita verso la Smart City nel novembre 2016 ma il trasferimento è stato ritardato fino a febbraio 2017. La facciata dell'auberge è stata restaurata tra la fine del 2015 e luglio 2016. Varie caratteristiche artistiche del trofeo centrale furono rivelate durante questo periodo e fu restaurato anche il busto di Carafa. Anche l'interno dell'edificio è in fase di restauro. Un altro piano considerato ma abbandonato era quello di riaprire il probabile ingresso originale, con l'aggiunta di una scala frontale su Piazza De Valette.
L'edificio fu incluso nella Lista delle Antichità del 1925 insieme agli altri auberge ospitalieri de La Valletta. Ora è protetto come monumento nazionale di primo grado dall'autorità per l'ambiente e la pianificazione di Malta ed è anche incluso nell'inventario nazionale dei beni culturali delle isole maltesi.

## Architettura

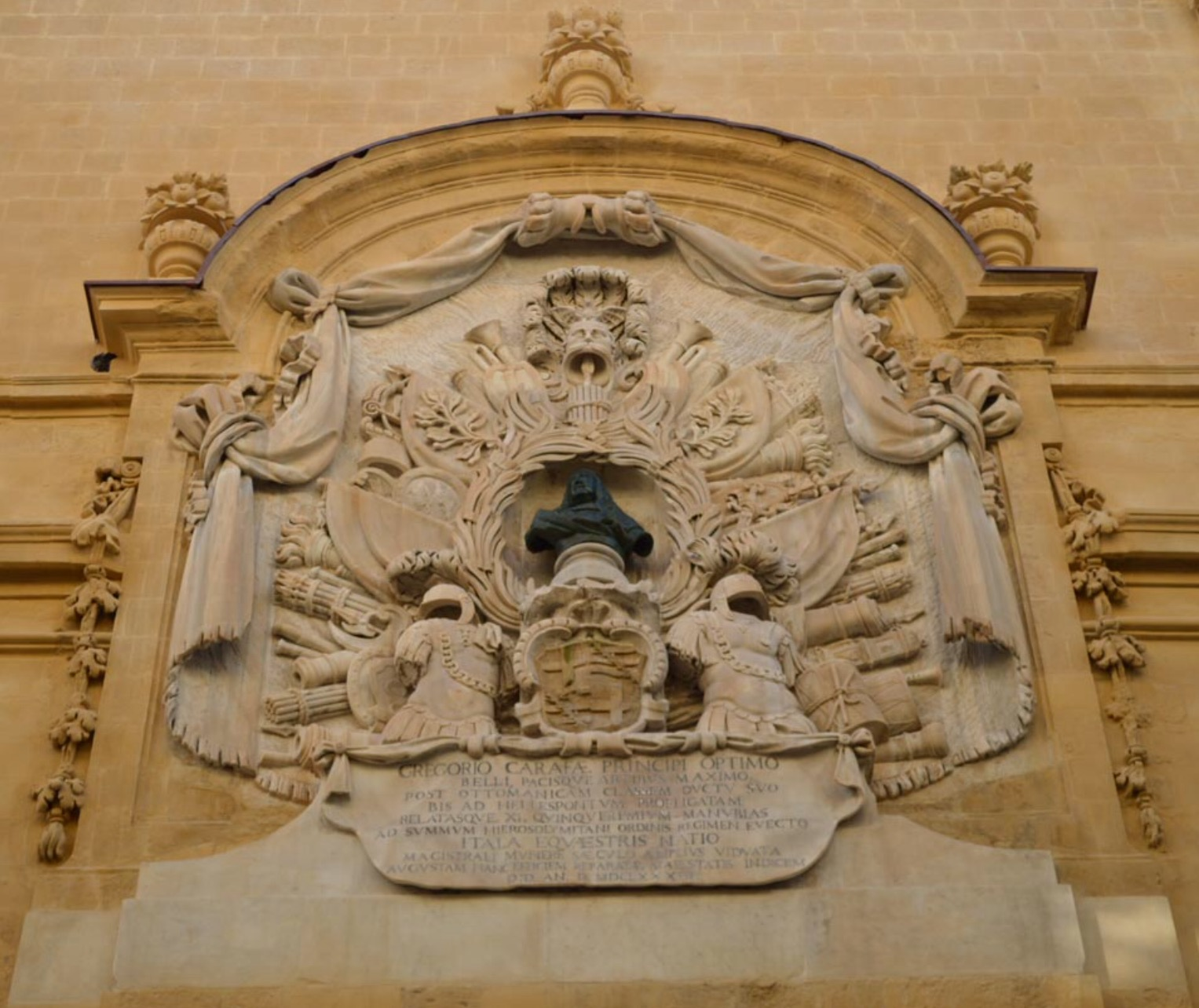
Il fulcro della facciata, dopo il restauro del 2016

L'Auberge d'Italie fu costruito in stile manierista, ma l'edificio acquisì un carattere barocco a causa del rinnovamento del 1680. L'edificio ha una pianta rettangolare con le stanze disposte attorno a un cortile centrale, una disposizione tipica dei palazzi rinascimentali italiani e degli altri auberge di Cassar alla Valletta come l'Auberge d'Aragon. Il cortile contiene un arco trionfale che si pensa sia stato progettato da Romano Carapecchia.
Ha una facciata simmetrica con un ornamento barocco sopra il portale principale, contenente un busto in bronzo del Gran Maestro Gregorio Carafa  e il suo stemma, decorato da trofei, armi e insegne militari, e un'iscrizione latina che recita:

GREGORIO CARAFÆ PRINCIPI OPTIMO

BELLI, PACISQVE ARTIBVS MAXIMO.

POST OTTOMANICAM CLASSEM DVCTV SVO

BIS AD HELLESPONTVM PROFLIGATAM

RELATASQVE. XI. QVINQVEREMIVM MANVBIAS

AD SVMMVM HIEROSOLYMITANI ORDINIS REGIMEN EVECTO

ITALA EQVÆSTRIS NATIO

MAGISTRALI MVNERE SÆCVLO AMPLIVS VIDVATA

AVGVSTAM HANC EFFIGIEM REPARATÆ MAIESTATIS INDICEM

D. D. AN. D. MDCLXXXIII.

Si pensa che l'ornamento sia stato costruito dall'architetto Mederico Blondel su progetto di Mattia Preti. L'ingresso principale e gli angoli dell'edificio sono bugnati. Ciascuno dei tre piani contiene una serie di sei finestre e una cornice corre lungo la facciata tra il primo e il secondo piano.
L'Auberge de l'Italie è collegato all'Auberge de Castille dall'altra parte della strada attraverso un rifugio antiaereo sotterraneo della seconda guerra mondiale.

## Monete commemorative
L'Auberge d'Italie è stato raffigurato su due monete commemorative coniate nel 2010 dalla Banca Centrale di Malta. Le monete mostrano lo stemma della facciata dell'edificio sul retro e lo stemma di Malta sul dritto.